# Sân vận động Banc of California
Sân vận động Banc of California (tiếng Anh: Banc of California Stadium) là một sân vận động dành riêng cho bóng đá ở khu vực Exposition Park của Los Angeles, California. Đây là sân nhà của Los Angeles FC thuộc Major League Soccer và Angel City FC thuộc National Women's Soccer League. Được khánh thành vào ngày 18 tháng 4 năm 2018, đây là sân vận động ngoài trời đầu tiên được xây dựng ở Thành phố Los Angeles kể từ năm 1962. Sân được xây dựng trên vị trí của Nhà thi đấu Thể thao Tưởng niệm Los Angeles trước đây, nằm cạnh Đấu trường Tưởng niệm Los Angeles và ở ngay phía nam khuôn viên chính của Đại học Nam California. Los Angeles FC thuê lại sân vận động từ Đại học Nam California, cơ sở có hợp đồng thuê chính với Ủy ban Đấu trường Tưởng niệm LA để điều hành và quản lý Đấu trường và các tài sản của sân vận động.
Vào năm 2016, LAFC đã ký một thỏa thuận quyền đặt tên cho sân vận động với Banc of California trong 15 năm với trị giá 100 triệu đô la Mỹ. Thỏa thuận bị chấm dứt vào năm 2020, với việc câu lạc bộ thông báo sẽ đổi tên sân trong những năm tới.